# Giovanna Vizzari
Giovanna Vizzari (Piombino, 1930 – Piombino, 6 febbraio 2017) è stata una poetessa, scrittrice, saggista, critica letteraria e giornalista italiana.
Nata Giovanna Anichini, preferì poi usare il cognome del secondo marito, il medico Attilio Vizzari.

## Biografia
Giovanna Vizzari, poetessa, scrittrice e saggista, ha vissuto tra San Vincenzo e Piombino. Critico letterario de L'Umanità, come giornalista ha collaborato ad altre testate, a periodici e riviste di ricerca letteraria.
Ha fondato nel 1982 con Carlo Betocchi il Premio letterario Città di Piombino, diventato alla morte del poeta il Premio Carlo Betocchi .
A partire dal 1977 ha pubblicato sia opere di narrativa che di poesia: Le lunghe ombre dei campi (1977), Otto storie per Elisa (1978), Un letto per Penelope (1980), Se mi sorprendo (1980), La casta Elena (1981), La ragazza di nome Malo (1982), Eclisse di maggio (1984), Il barone di Volpaia (1984), Dagli albori (1985), L'isola a due sponde (1986), Elle et elle - poesie (1988), Edy (1989), Medea (1990), Il giardino dei desideri (1993), Infinito percepire (1996), Seme delle memorie (1999), L'inganno tessitore (2001), Bella. Racconto in versi (2003), Il libro dei sogni, La notte, i giorni (2006), Una piazza in mezzo al mare (2006) ed Eva contro Adamo - Una storia di identità di genere (2008).

## Riconoscimenti
- 1977 - finalista al Premio Viareggio con “Le lunghe ombre dei campi”.
- 1980 - Premio Città di Ceva[4] per “Se mi sorprendo” e Premio Città di Venezia[5] con “Un letto per Penelope”.
- 1986 - Premio Traiano[6], Premio ”Guido Gozzano”[7], Premio Stresa e Premio Greve in Chianti[8]  tutti per “L'isola a due sponde”.
- 1996 - Premio Circe Sabaudia[9] per “Infinito percepire”.
- 1999 - Premio Pallavacino[8] per “Seme delle memorie”.
- 2001 - Premio Alghero Donna[10] e Premio Caput Gauri[11] entrambi per “L'inganno tessitore”.
- 2003 - Premio “Marco Tanzi”[4] per “Bella. Racconto in versi”.

## Opere

### Narrativa
- “Le lunghe ombre dei campi“ (Vannini, Gussago 1977)
- “Otto storie per Elisa“ (Vannini, Gussago 1978)
- “Un letto per Penelope“ (Vannini, Gussago 1980)
- “La casta Elena“ (Seledizioni, Bologna 1981)
- “Il barone di Volpara“ (Bastogi Editrice, Foggia 1984)
- “Medea“ (Editoriale Sette, Firenze 1990)

### Poesia
- “Se mi sorprendo“ (Rebellato Editore, Padova 1980)
- “La ragazza di nome Malo“ (Galleria Pananti, Firenze 1982)
- “Eclisse di maggio“ (Editoriale Sette, Firenze 1984)
- “Dagli albori“ (Editoriale Sette, Firenze 1985)
- “L'isola a due sponde“ (Editoriale Sette, Firenze 1986)
- “Elle et elle - poesie“ (TraccEdizioni, Piombino 1988)
- “Edy“ (Editoriale Sette, Firenze 1989)
- “Medea” (TraccEdizioni, Piombino 1991)
- “Il giardino dei desideri“ (Campanotto Editore, Pasian di Prato 1993)
- ”Infinito percepire” (Book Editore, Castel Maggiore 1996)
- “Seme delle memorie” (Book Editore, Castel Maggiore 1998)
- “L'inganno tessitore” (Book Editore, Castel Maggiore 2001)
- “Bella. Racconto in versi” (Book Editore, Castel Maggiore 2003)
- “Il libro dei sogni, La notte, i giorni” (Lieto Colle, Faloppio 2006)
- “Una piazza in mezzo al mare - La notte, i giorni” (Lieto Colle, Faloppio 2006)
- “Eva contro Adamo - Una storia di identità di genere” (Lieto Colle, Faloppio 2008)